# Medium (medioznastwo)
Medium (medioznawstwo) – pośrednik komunikacyjny umożliwiający przekazywanie informacji, – środek i/lub narzędzie w komunikacji pośredniej, umożliwiający przekazywanie informacji, idei i wartości. Medium nie tylko transmituje informacje, ale także współtworzy rzeczywistość, wpływając na relacje międzyludzkie oraz formy zaangażowania odbiorców w proces komunikacji. Medium może być pisane, drukowane, analogowe, cyfrowe. Obecnie rozróżnia się tradycyjne (stare) media i nowe media. Pierwsze są o zapisie analogowym lub są przetransportowane do wersji cyfrowych, ale nie umożliwiają interakcji z użytkownikiem w kontekście zawartości informacyjnej (to np. książka, radio, prasa, telewizja). Drugie są cyfrowe, determinowane przez nowe technologie i Internet, interaktywne. W ujęciu Marshalla McLuhana media są „przedłużeniami człowieka”, które wzmacniają jego zdolności percepcyjne, komunikacyjne i poznawcze, odgrywając jednocześnie kluczową rolę w kształtowaniu kultury oraz struktur społecznych.

## Książka jako najstarsze medium
Książka to najstarsze i najtrwalsze medium, uważa polski medioznawca Tomasz Goban-Klas. Stanowi ważne ogniwo w sferze rozwoju społeczeństw, kształtowania kultury, gromadzenia wiedzy i doświadczeń pokoleń. Pozwala na zachowanie wspomnień, dzielenie się przemyśleniami i wiedzą. Umożliwia przekazywanie poglądów i opinii oraz realizację podstawowych funkcji komunikacyjnych, takich jak chociażby funkcja informacyjna czy perswazyjna. Jest nośnikiem, dzięki któremu wielu może odczytać to, co chcą przekazać nieliczni. Tym samym można spojrzeć na książkę jako na medium służące gromadzeniu, przechowywaniu, udostępnianiu wiedzy, informacji i doświadczeń innym. Dzięki książkom kolejne pokolenia mogą uczyć się oraz zdobywać wiedzę, która staje się pomocna w życiu codziennym. Jest to medium, które przez wieki chroniło ludzkość przed utratą wiedzy i mądrości nabytej na drodze doświadczeń.

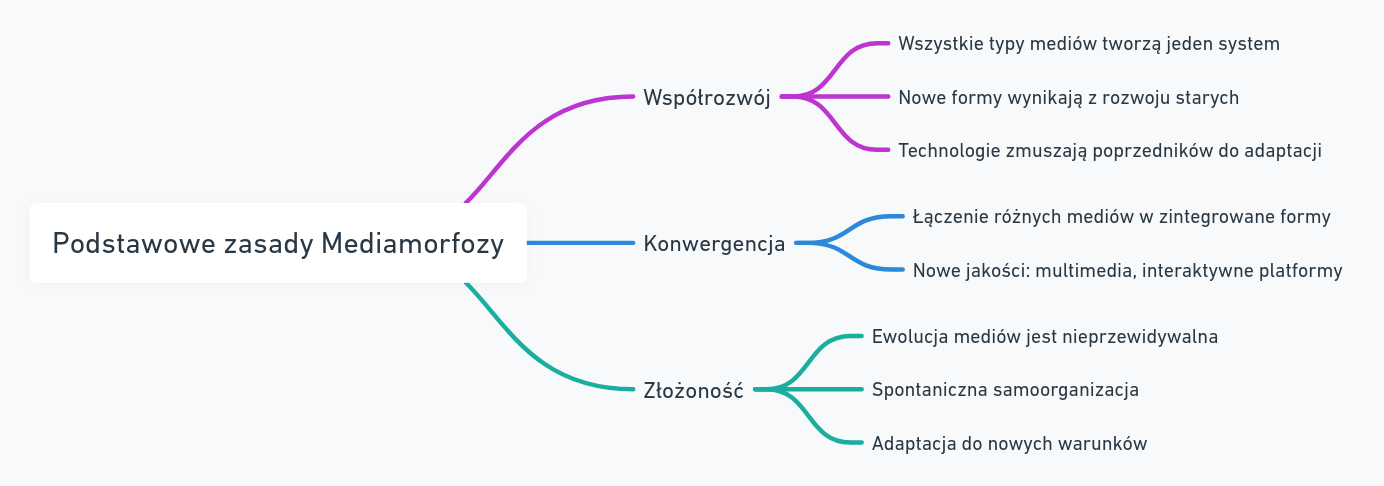
Podstawowe zasady Mediamorfozy. – wygenerowane przez AI

## Mediamorfoza
Mediamorfoza to koncepcja transformacji środków komunikowania opisana przez Rogera Fidlera w jego książce Mediamorphosis: Understanding New Media (1997). Przedstawia proces ewolucji mediów w kontekście interakcji ludzkich, potrzeb informacyjnych, innowacji technologicznych, presji konkurencji oraz wpływów politycznych i społecznych.
Mediamorfoza podkreśla, że nowe media nie powstają w próżni, są efektem ciągłego przeobrażania się i adaptacji wcześniejszych technologii komunikacyjnych.
Podstawowe zasady mediamorfozy:
- współrozwój – wszystkie typy mediów tworzą jeden system, w którym nowe formy wynikają z rozwoju starych. Nowe technologie (w znaczeniu nowe media) nie eliminują swoich poprzedników, lecz zmuszają je do współistnienia i adaptacji
- konwergencja – łączenie się różnych mediów w nowe, bardziej zintegrowane formy, czego efektem są nowe jakości, jak multimedia czy interaktywne platformy internetowe
- złożoność – proces ewolucji mediów jest nieprzewidywalny i chaotyczny, co prowadzi do spontanicznej samoorganizacji systemów medialnych.

Historyczne mediamorfozy:
- wynalezienie pisma – zmiana sposobu przechowywania i przekazywania wiedzy, przejście z kultury oralnej do piśmiennej oraz z komunikacji bezpośredniej do pośredniej;
- wynalezienie druku – umożliwiło masowe rozpowszechnianie informacji, przyspieszając rozwój nauki i kultury;
- cyfrowa rewolucja – dominacja technologii cyfrowych, które redefiniują funkcjonowanie mediów w społeczeństwie.

Mediamorfoza w erze cyfrowej
Cyfrowa transformacja jest szczególnie istotna w kontekście współczesnych mediów. Internet i technologie sieciowe są nie tylko nowymi narzędziami, ale też środowiskiem, które integruje różne media (konwergencja) i umożliwia tworzenie nowych form komunikacji, takich jak media społecznościowe, blogi czy aplikacje interaktywne. Proces ten prowadzi do powstania nowego porządku medialnego, który redefiniuje role nadawców i odbiorców informacji.

## Medium w erze „czasu medialnego”
Medium, według Friedricha Kittlera, to kluczowy element kształtujący percepcję czasu. Od alfabetu po systemy cyfrowe, media manipulują osią czasu, tworząc „czas symboliczny”. Obecnie żyjemy w erze „czasu medialnego”, który cechuje fragmentaryzacja i cykliczność, zmieniające sposób postrzegania rzeczywistości.
Technologie cyfrowe, jak komputery, przekształciły czas, tworząc iluzję „real-time”. To prowadzi do kompresji czasu i przestrzeni, przyspieszając interakcje społeczne, ale czyniąc je też bardziej ulotnymi. Hartmut Rosa podkreśla, że „przyspieszenie społeczne” obejmuje rozwój technologii, zmiany społeczne i rosnące tempo życia, co prowadzi do alienacji i braku ciągłości w doświadczeniach.
Nowe media fragmentaryzują czas, osłabiają więzi społeczne i narzucają szybkie tempo życia. W odpowiedzi pojawiają się ruchy, jak „slow living”, odrzucające przyspieszenie na rzecz jakości życia. W dobie cyfrowej transformacji media nie tylko pośredniczą w przekazywaniu informacji, ale również wpływają na percepcję czasu oraz zmieniają nasze rozumienie kultury i własnej tożsamości.